# 宝塚シネ・ピピア
宝塚シネ・ピピア（たからづかしねぴぴあ）は、兵庫県宝塚市の公共複合施設「ピピアめふ」にある映画館（ミニシアター）。2スクリーンを有する。全国的にみて珍しい公設民営方式の映画館である。

## 歴史

### 宝塚市の映画館
1951年（昭和26年）には阪急電鉄が全額出資して宝塚市に宝塚映画製作所が設立され、東宝系の映画会社として多数のプログラムピクチャーを製作した。宝塚市には映画館も多数あり、最盛期には7館の映画館が、1960年（昭和35年）時点では宝塚映画劇場（川面武庫川通）、宝塚大劇場（川面武庫川通）、新芸座（川面武庫川通）、宝塚中央劇場（川面五反田）、宝塚銀映劇場（川面山ノ上）、新花月劇場（伊子志亥谷）の6館の映画館があった。宝塚映画劇場は宝塚ファミリーランドの一角にあった映画館である。このように宝塚市は「映画の街」とも呼ばれたが、1969年（昭和44年）頃には最後まで残っていた新花月劇場が閉館し、以後の30年間は宝塚市に映画館が存在しなかった。

### 公設民営方式での開館
1990年（平成2年）には映画好きの主婦らが集まり、「宝塚に映画館をつくろう会」が設立された。この会はのちに「宝塚シネクラブ」に改称し、映画の上映会や企業との交渉などを行った。1995年（平成7年）の阪神・淡路大震災で会の存続が危ぶまれたが、半年後には映画の上映会を再開している。
1999年（平成11年）10月29日、阪神・淡路大震災で壊滅的な被害を受けた売布地区の震災復興事業の一環として建設された公共複合施設「ピピアめふ」の中にシネ・ピピアが開館した。宝塚市が施設を所有し、民間が運営する公設民営方式を採用している。シネ・ピピアの開館後も、「宝塚シネクラブ」は「すみれ座」と改称して上映活動を続けている。2000年（平成12年）には「すみれ座」などを中心に宝塚映画祭実行委員会が結成され、同年11月にはシネ・ピピアをメイン会場として第1回宝塚映画祭が開催された。

### デジタル上映機器の導入
2013年（平成25年）4月には大手配給会社の配給作品が完全にデジタルシネマ化された。シネ・ピピアは公設民営方式の運営という性質から、宝塚市に対して2013年度予算でのデジタル上映機器導入費用の負担を求めていたが、宝塚市は2013年度の予算計上を見送った。宝塚映画祭委員長で文芸評論家の河内厚郎、映画監督の大森一樹、漫画評論家の村上知彦らが中心となり、「宝塚唯一の映画館『シネ・ピピア』を支える会」名義で、デジタル化工事の予算を求める署名活動が行われた。約20日間で宝塚市内外から4387件の署名が寄せられ、2013年1月8日付で宝塚市長の中川智子に対して嘆願書が提出された。2013年2月19日にはこれを受けて、宝塚市は2013年度予算案にデジタル上映機器導入のための初年度費用580万円を計上すると発表した。その後、5月21日から5月22日には映画上映を休止して、シネ・ピピアにデジタル化工事が実施された。6月1日にはデジタル上映が開始され、映画のデジタル化と関連した『マリーゴールド・ホテルで会いましょう』、『サイド・バイ・サイド:フィルムからデジタルシネマへ』、『世界にひとつのプレイブック』が上映された。

## 立地・施設
シネ・ピピアは阪急宝塚本線売布神社駅前の公共複合施設「ピピアめふ」の5階にある。劇場は「シネマ1」「シネマ2」の2スクリーンであり、客席数はそれぞれ50席（加えて車いすスペース1台分）である。「シネマ1」ではロードショー作品が上映され、「シネマ2」では過去の名作などが上映される。
映画館を利用しない客も利用可能なカフェ、展示やイベントなどにも用いられるホワイエ、喫煙スペースを兼ねたガーデンテラスを併設する。なお災害等の非常時には宝塚市の避難所として活用されることが想定されており、座席のリクライニング使用が可能など、一般的な映画館とはいささか異なる仕様となっている。
毎年秋にはシネ・ピピアが宝塚映画祭の会場となる。大阪市西区にあるシネ・ヌーヴォはシネ・ピピアの姉妹館であり、シネ・ヌーヴォの代表である景山理がシネ・ピピアの支配人を務めている。